# Edgar Ende
Edgar Karl Alfons Ende (ur. 23 lutego 1901, zm. 27 grudnia 1965) – niemiecki malarz surrealista, ojciec pisarza Michaela Endego.
Edgar Ende urodził się 23 lutego 1901 roku w Altona, dzielnicy Hamburga. W latach 1916–1920 studiował w szkole sztuk i rzemiosła w Altona. W 1922 roku poślubił Gertrudę Strunck, aby wynieść się z rodzinnego domu. Małżeństwo trwało cztery lata. W 1929 roku Ende ponownie się ożenił z Luise Bartholomä, matką Michaela, który urodził się w tymże roku. W latach trzydziestych Ende był już dość znanym w Niemczech i za granicą malarzem, jednak jego dzieła zostały uznane przez narodowosocjalistyczny rząd za zdegenerowane. W 1936 roku dostał zakaz uprawiania swej profesji, a w roku następnym skonfiskowano jego obrazy. W 1940 r. został wcielony do armii i wysłany na front. W kwietniu 1944 roku w czasie brytyjskich nalotów na Monachium została zniszczona ogromna część jego prac. Sam malarz przebywał w tym czasie w Polsce na froncie wschodnim. Po wojnie Ende wrócił do malarstwa i malował w charakterystycznym dla siebie stylu aż do śmierci w 1965 roku.